# 63307 Barbarawilson
63307 Barbarawilson este o planetă minoră (asteroid) din centura de asteroizi. A fost descoperită pe 21 martie 2001 la George Observatory⁠(d) de George Observatory⁠(d). 
Obiectul prezintă o orbită caracterizată de o semiaxă mare de 2,348389457188 UAi, o excentricitate de 0,071169624149027, o înclinație de 5,3285253055139 ° în raport cu ecliptica.